# Карл Кокс
Карл Кокс (енгл. Carl Cox; Манчестер, Енглеска, 29. јул 1962) је један од најпознатијих техно диџејева.

## Дискографија

### Албуми
- "All Roads Lead To The Dancefloor" - Carl Cox, Intec Digital (2011)
- "Second Sign" - Carl Cox, Pias (2005)
- "Phuture 2000" - Carl Cox, Worldwide Ultimatum Records (1999)
- "At The End Of The Cliche" - Carl Cox, Worldwide Ultimatum Records (1996)

### Синглови
- "Thats the Bass" - Carl Cox and Norman Cook, 23rd Century/PIAS (2006)
- "Give me your love" - Carl Cox feat Hannah Robinson, 23rd Century/PIAS (2004)
- "Dirty Bass" - Carl Cox, 23rd Century (2003)
- "Space Calling" - Carl Cox, 23rd Century (2003)
- "Club Traxx Vol.1" - Carl Cox, Trust The DJ (2002)
- "The Latin Theme (Remixes)" - Carl Cox, Worldwide Ultimatum Records (2000)
- "The Latin Theme" - Carl Cox, Worldwide Ultimatum Records (1999)
- "Dr. Funk" - Carl Cox, Ebel records (Germany) (1999)
- "Phuture 2000" - Carl Cox, Ebel records (Germany) (1998)
- "Tribal Jedi (The Remixes)" - Carl Cox, Worldwide Ultimatum Records (1996)
- "Sensual Sophis-it-cat" - Carl Cox, Worldwide Ultimatum Records (1996)
- "Two Paintings And A Drum" - Carl Cox, Worldwide Ultimatum Records (1995)
- "I Want You" - Carl Cox, Perfecto (1991)
- "Lets Do It" - Carl Cox, (1989)